# 특급 살인
특급 살인(Essential Killing, 이센셜 킬링)은 헝가리에서 제작된 예르지 스콜리모브스키 감독의 2010년 스릴러, 전쟁 영화이다. 빈센트 갈로 등이 주연으로 출연하였고 에바 피아스코스카 등이 제작에 참여하였다.

## 줄거리
아프가니스탄에서 미군을 공격한 후 사막에서 잡힌 아랍인은 비밀 구금 시설에서 고문당하고 잔혹하게 다뤄진다. 그는 다른 죄수들과 함께 폴란드로 이송된다. 그는 자신이 알던 고향과는 전혀 다른 광활한 얼어붙은 숲으로 탈출한다. 그는 살아남기 위해 자신의 길에 들어선 일부 사람들을 죽이고 자연과 만나는 사람들로부터 식량을 찾아 헤맨다. 한 여인이 그에게 피난처를 제공하고, 상처를 치료해주고, 먹을 것을 준 뒤 다시 황야로 돌려보낸다. 그는 백마를 타고 떠나고, 눈 사이로 봄의 새싹이 보이는 것처럼 보이다가 죽는 것으로 보인다.

## 출연

### 주연
- 빈센트 갈로
- 엠마누엘 자이그너

### 조연
- 스티그 프로드 헨릭슨
- 니콜라이 클레브 브로치
- 잭 코헨
- 이프타크 오피어

## 제작진
- Line PD: 반 보른다렌
- 공동제작: 잉그리드 릴 호그툰
- 의상: 안네 함레